# Кейсі Верман
Кейсі Верман (англ. Kasey Wehrman, нар. 16 серпня 1977) — австралійський футболіст, що грав на позиції півзахисника. По завершенні ігрової кар'єри — тренер.
Виступав, зокрема, за «Перт Глорі» та «Ліллестрем», а також національну збірну Австралії.

## Клубна кар'єра
Верман завершив програму Академії спорту Квінсленду у 1995 році та підписав угоду з клубом Національної футбольної ліги «Брісбен Страйкерс», в якому провів чотири сезони, взявши участь у 49 матчах чемпіонату. У сезоні 1996/97 Верман допоміг своїй команді виграти Національну лігу.
Згодом з 1999 по 2001 рік грав у складі команди «Перт Глорі», після чого перебрався до Норвегії, ставши гравцем місцевого клубу «Мосс». Коли за підсумками сезону 2002 року команда Вермана покинула найвищий дивізіон, Кейсі перейшов у іншу місцеву команду «Ліллестрем». Відіграв за команду з однойменного міста наступні чотири сезони своєї ігрової кар'єри. Більшість часу, проведеного у складі «Ліллестрема», був основним гравцем команди.
2007 року Верман перейшов у «Фредрікстад», але тут основним не став і 31 серпня 2009 року був відданий в оренду в «Люн» до кінця року, по завершенні якого став вільним агентом.
8 квітня 2010 року було оголошено, що Верман підписав дворічну угоду з «Ньюкасл Юнайтед Джетс», повернувшись до Австралії після восьми років за кордоном. У цій команді Кейсі провів 2 сезони, після чого покинув її через конфлікт з тренером.
Завершив ігрову кар'єру у команді «Вестерн Прайд», за яку провів 4 матчі у Прем'єр-лізі Квінсленду в сезоні 2013 року будучи граючим тренером.

## Виступи за збірну
1998 року дебютував в офіційних матчах у складі національної збірної Австралії в грі домашнього Кубка націй ОФК 1998 року проти Фіджі (3:1). Зігравши на тому турнірі три матчі, Верман разом з командою здобув «срібло».
У вересні  2000 року Верман взяв участь у домашніх Олімпійських іграх, де команда програла усі три матчі і посіла останнє місце у групі.
Всього протягом кар'єри у національній команді, яка тривала 9 років, провів у її формі 12 матчів.

## Кар'єра тренера
25 жовтня 2012 року було оголошено, що Верман обійняв посаду головного тренера у новоствореному футбольному клубі «Вестерн Прайд», який братиме участь у Прем'єр-лізі Квінсленду. У липні 2014 року він пішов у відставку, щоб повернутися додому в Норвегію.
Там Кейсі у 2016 році очолив тренерський штаб місцевого клубу «Ерн-Гортен», де пропрацював до жовтня.
У сезоні 2018 року Верман був асистентом Еспена Олсена у «Стреммені», а з сезону 2019 року став помічником Бйорна Йогансена у «Фредрікстаді».

## Титули і досягнення
- Переможець Національної футбольної ліги: 1996–97[en]
- Переможець Молодіжного чемпіонату ОФК: 1997
- Срібний призер Кубка націй ОФК: 1998
- У символічній збірній A-Ліги[en]: 2010–11[en]
- Найкращий молодий гравець A-Ліги: 2010–11[en]

## Особисте життя
Має походження корінного народу Австралії